# Göran Bergstrand
Stig Göran Gudmundsson Bergstrand, född 24 oktober 1930 i Kristianstad, död 17 januari 2017 i Uppsala, var en svensk präst, legitimerad psykoterapeut, föreläsare samt författare inom psykoterapi, religion och själavård.
Bergstrand är begravd på Uppsala gamla kyrkogård.

## Filmografi
- 1971 – Kärlekens XYZ
- 1970 – Mera ur Kärlekens språk